# Liste der Biografien/Tm
Liste der Biografien |
Portal Biografien |
Personensuche
# |
A |
B |
C |
D |
E |
F |
G |
H |
I |
J |
K |
L |
M |
N |
O |
P |
Q |
R |
S |
T |
U |
V |
W |
X |
Y |
Z |
?
 
Ta |
Tc |
Te |
Tf |
Tg |
Th |
Ti |
Tj |
Tk |
Tl |
Tm |
To |
Tq |
Tr |
Ts |
Tu |
Tv |
Tw |
Tx |
Ty |
Tz
Die Liste der Biografien führt alle Personen auf, die in der deutschsprachigen Wikipedia einen Artikel haben. Dieses ist eine Teilliste mit 4 Einträgen von Personen, deren Namen mit den Buchstaben „Tm“ beginnt.

## Tm

### Tme
- Tmej, Norbert (1929–2003), österreichischer Politiker (SPÖ), Mitglied des Bundesrates
- Tmenow, Tamerlan Ruslanowitsch (* 1977), russischer Judoka
- Tmetuchl, Mlib, palauischer Politiker
- Tmetuchl, Roman (1926–1999), palauischer Politiker und Geschäftsmann